# Episodi di Medici in corsia (sesta stagione)
La sesta stagione della serie televisiva Medici in corsia è stata trasmessa in anteprima in Germania da Das Erste tra il 6 febbraio 2020 e il 20 maggio 2021.
| nº | Titolo originale        | Titolo italiano | Prima TV Germania | Prima TV Italia |
| -- | ----------------------- | --------------- | ----------------- | --------------- |
| 1  | Lektionen               | inedito         | 6 febbraio 2020   | inedito         |
| 2  | Vertrauensbruch         | inedito         | 13 febbraio 2020  | inedito         |
| 3  | Gefühlssache            | inedito         | 20 febbraio 2020  | inedito         |
| 4  | Herausforderungen       | inedito         | 27 febbraio 2020  | inedito         |
| 5  | Rette mich              | inedito         | 6 marzo 2020      | inedito         |
| 6  | Mütter                  | inedito         | 12 marzo 2020     | inedito         |
| 7  | Veränderungen           | inedito         | 19 marzo 2020     | inedito         |
| 8  | Zufall und Planung      | inedito         | 26 marzo 2020     | inedito         |
| 9  | Irren ist menschlich    | inedito         | 2 aprile 2020     | inedito         |
| 10 | Der Neue                | inedito         | 9 aprile 2020     | inedito         |
| 11 | Zwickmühle              | inedito         | 16 aprile 2020    | inedito         |
| 12 | Missverständnisse       | inedito         | 23 aprile 2020    | inedito         |
| 13 | Alles auf eine Karte    | inedito         | 30 aprile 2020    | inedito         |
| 14 | Verluste                | inedito         | 7 maggio 2020     | inedito         |
| 15 | Spiegel                 | inedito         | 14 maggio 2020    | inedito         |
| 16 | Menschliche Makel       | inedito         | 3 settembre 2020  | inedito         |
| 17 | Rückschläge             | inedito         | 10 settembre 2020 | inedito         |
| 18 | Aushalten               | inedito         | 17 settembre 2020 | inedito         |
| 19 | Geplatzte Träume        | inedito         | 24 settembre 2020 | inedito         |
| 20 | Konfrontation           | inedito         | 1º ottobre 2020   | inedito         |
| 21 | Selbstschutz            | inedito         | 8 ottobre 2020    | inedito         |
| 22 | Aus Liebe               | inedito         | 15 ottobre 2020   | inedito         |
| 23 | Kokon                   | inedito         | 22 ottobre 2020   | inedito         |
| 24 | Deckung aufgeben        | inedito         | 29 ottobre 2020   | inedito         |
| 25 | Trennung                | inedito         | 5 novembre 2020   | inedito         |
| 26 | Familienzusammenführung | inedito         | 12 novembre 2020  | inedito         |
| 27 | Loslassen               | inedito         | 19 novembre 2020  | inedito         |
| 28 | Beziehungen             | inedito         | 26 novembre 2020  | inedito         |
| 29 | Wahrheiten              | inedito         | 3 dicembre 2020   | inedito         |
| 30 | Sturz ins Leere         | inedito         | 10 dicembre 2020  | inedito         |
| 31 | Schweren Herzens        | inedito         | 17 dicembre 2020  | inedito         |
| 32 | Ausweg                  | inedito         | 7 gennaio 2021    | inedito         |
| 33 | Mitläufer               | inedito         | 14 gennaio 2021   | inedito         |
| 34 | Trübe Sinne             | inedito         | 21 gennaio 2021   | inedito         |
| 35 | Vergiftet               | inedito         | 28 gennaio 2021   | inedito         |
| 36 | Irrwege                 | inedito         | 4 febbraio 2021   | inedito         |
| 37 | Schmerzgrenzen          | inedito         | 11 febbraio 2021  | inedito         |
| 38 | Herzstolpern            | inedito         | 18 febbraio 2021  | inedito         |
| 39 | Klarheit                | inedito         | 22 aprile 2021    | inedito         |
| 40 | Hindernisse             | inedito         | 29 aprile 2021    | inedito         |
| 41 | Bauchgefühl             | inedito         | 6 maggio 2021     | inedito         |
| 42 | Herzwissen              | inedito         | 20 maggio 2021    | inedito         |